# IC 4529
IC 4529 — галактика типу Sbc (компактна витягнута спіральна галактика) у сузір'ї Вовк.
Цей об'єкт міститься в оригінальній редакції індексного каталогу.